# Reprezentacja Danii w koszykówce kobiet
Reprezentacja Danii w koszykówce kobiet - drużyna, która reprezentuje Danię w koszykówce kobiet. Za jej funkcjonowanie odpowiedzialny jest Duński Związek Koszykówki.